# П'єр Левег
П'єр Ежен Альфред Буйлен (фр. Pierre Eugène Alfred Bouillin, 22 грудня 1905 — 11 червня 1955) — французький спортсмен і автогонщик. Він взяв ім’я П’єр Левег (фр. Pierre Levegh) на згадку про свого дядька, водія-піонера, який помер у 1904 році. Левег загинув у катастрофі в Ле-Мані 1955 року, яка також забрала життя 83 глядачів під час автомобільної гонки 24 години Ле-Мана 1955 року.

## Кар'єра
Левег, який народився в Парижі, Франція, також був хокеїстом і тенісистом. У автоспорті він брав участь у Формулі-1 за кермом Talbot-Lago у 1950 та 1951 роках, стартував у шести гонках, зійшов у трьох і не набрав жодного залікового очка.
У Ле-Мані він брав участь у чотирьох гонках за Talbot, фінішувавши четвертим у 1951 році. У 1952 році, коли він керував автомобілем сам, його машина зазнала поломки двигуна в останню годину гонки, випереджаючи усіх на чотири кола. Несправність сталася через болт у центральному підшипнику колінчастого вала, який ослаб раніше під час гонки, хоча багато вболівальників покладали провину на втому гонщика. Левег відмовився дозволити своєму напарнику взяти на себе керування, оскільки вважав, що лише він зможе довезти пошкоджену машину до фінішу. У 1953 році він прийшов восьмим, а в 1954 році потрапив в аварію на сьомій годині гонки.

## Смерть
У 1955 році він покинув Talbot і приєднався до американця Джона Фітча, щоб виступити за кермом Mercedes-Benz 300 SLR. Під час 24 годин Ле-Мана, на третій годині перегонів, на прямій Tribunes автомобіль Майка Готорна перетнув трасу, щоб заїхати в бокси, сповільнившись перед Austin-Healey 100S Ленса Макліна. Маклін був змушений різко повернути, щоб уникнути зіткнення з Готорном, перетнувши трек на шляху швидшого Mercedes-Benz Левега, який їхав прямо перед товаришем по команді Mercedes Хуаном-Мануелем Фанхіо. Автомобіль Левега наїхав на автомобіль Макліна, піднявся в повітря і розбився вдарившись високо об підпірну стінку, розкидавши компоненти в натовп глядачів. Левег загинув, коли його викинуло з машини і йому розтрощило череп від удару. Легкозаймистий магнієвий кузов Mercedes миттєво загорівся під час аварії. Поєднання вогню та частин автомобіля, що швидко розлетілись в натовп, призвело до загибелі 83 глядачів та понад 100 травмованих. Перегони продовжили, щоб уникнути масового відтоку глядачів, які б перекрили всі під’їзні шляхи, необхідні для карет швидкої допомоги.
Незважаючи на те, що Левег був убитий, він, можливо, врятував життя п’ятиразовому чемпіону світу Формули-1 Фанхіо, який стверджував, що сигнал рукою Левега сповільнити швидкість за мить до того, як він врізався в машину Макліна, був попередженням, яке врятувало Фанхіо життя.
У той час як Mercedes знявся з перегонів на знак поваги до жертв (а потім і з автоперегонів загалом протягом наступних 30 років), Майк Готорн та Айвор Б'юб продовжили перегони на своєму Jaguar та здобули перемогу. Аварія значною мірою сприяла зміні ставлення до прийняття небезпеки в автоперегонах і збільшенню бажання зробити траси безпечнішими як для глядачів, так і для гонщиків. Невелика британська фірма Bristol Cars, учасники якої того року досягли фінішу 1–2–3 у 2-літровому класі в Ле-Мані, вирішила взагалі відмовитися від перегонів у результаті трагедії, знищивши всі свої гоночні автомобілі, крім одного. Джон Фітч став борцем за безпеку та розпочав дослідження автомобільної безпеки, деякі з яких просунулися в автоспорт.
Леве похований на кладовищі Пер-Лашез у Парижі.

## Результати виступів в Формулі-1
| Рік  | Учасник    | Шасі             | Двигун            | 1   | 2       | 3     | 4   | 5     | 6        | 7        | 8   | Місце | Очки |
| ---- | ---------- | ---------------- | ----------------- | --- | ------- | ----- | --- | ----- | -------- | -------- | --- | ----- | ---- |
| 1950 | П'єр Левег | Talbot-Lago T26C | Talbot Straight-6 | ВЕЛ | МОН НПР | 500   | ШВЙ | БЕЛ 7 | ФРА Схід | ІТА Схід |     | —     | 0    |
| 1951 | П'єр Левег | Talbot-Lago T26C | Talbot Straight-6 | ШВЙ | 500     | БЕЛ 8 | ФРА | ВЕЛ   | НІМ 9    | ІТА Схід | ІСП | —     | 0    |